# Øen Sakhalin
Øen Sakhalin (russisk: Остров Сахалин) er en sovjetisk dokumentarfilm fra 1954 instrueret af Eldar Rjasanov og Vasilij Katanjan.
Filmen beskriver øen Sakhalin, der er beliggende ved Ruslands stillehavskyst.